# وكيل معكوس

يقوم مستخدم من الإنترنت بطلب ملف من موقع example.com فيكون في الواجهة الوكيل المعكوس وهو اللذي يتعامل مع الانترنت بشكل مباشر ، فيقوم بآخذ الطلب و ارسالها إلى الخادوم الاصلي وتحميل الطلب إلى خادوم الوكيل المعكوس و بعد ذلك إرجاع الطلب (الملف مثلاِ) إلى المستخدم دون أن يتعامل مع الخادوم الآصلي بشكل مباشر

الوكيل المعكوس (بالإنجليزية: reverse proxy)‏ نوع من أنواع خوادم الوكيل بحيث يستخدم لجلب المصادر إلى المستخدم من عن طريق خادوم معكوس الوكيل.
هذه المصادر ترجع من الخادوم الآصلي إلى خادوم الوكيل المعكوس ثم بعد ذلك إلى المستخدم، وهذا بعكس الوكيل الآعتيادي بحيث أنه يعمل كوسيط للمستخدم للوصول إلى الخادوم.

## اسخدامات الوكيل المعكوس
•اخفاء وجود الخواديم الآصلية
•اخفاء صفات الخواديم الآصلية
•يعتبر كـجدار حماية لمنع وصول المخترق إلى الخادوم الاصلي
•في حال كان الخادوم يستخدم التشفير في التواصل مع المستخدمين فممكن وضع عملية فك التشفير (بروتوكول طبقة المنافذ الآمنة) في خادوم الوكيل المعكوس مما يجعل الخادوم الآصلي أسرع ويعمل بكفاءة .
•ممن الممكن جعل الوكيل المعكوس يقوم بتوزيع طلبات الاتصال فيقوم بعمل موزع الاحمال ( Load Balaner [الإنجليزية] )
•جعل سرعة التصفح لدى المستخدم واسرع وتقليل العبء على الخادوم الآصلي بآستخدام ذاكرة مخبآة (ذاكرة مخبئة (ويب)) بحيث تقوم بتخزين الصفحات الآساسية في خادوم معكوس الوكيل، فبدلاً من ان يآخد المستخدم البيانات من الخادوم الآصلي يآخذها من خادوم الوكيل المعكوس